# Ishiyama-dera

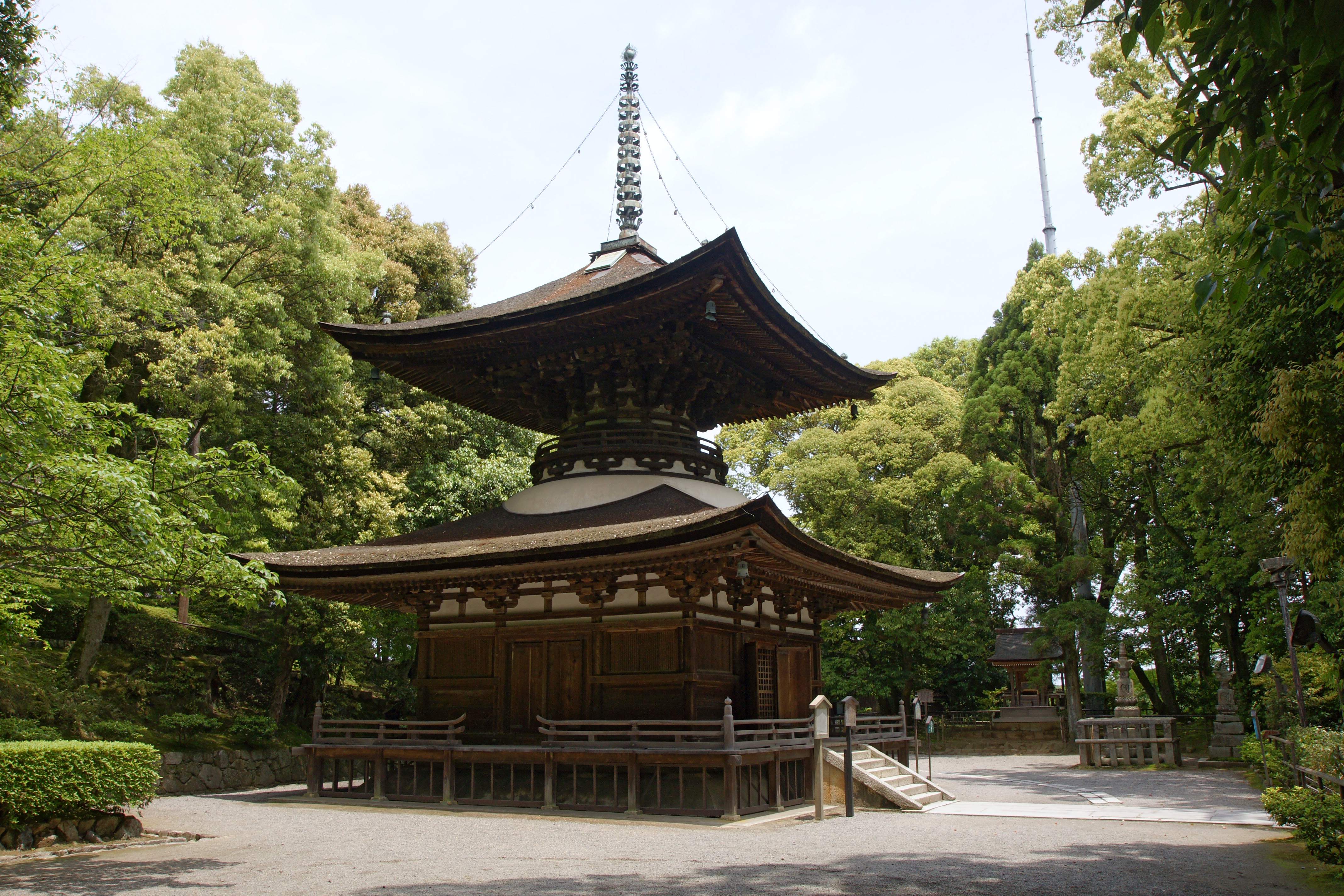
Tahōtō (Pagode)

Ishiyama-dera (石山寺, lit. « temple de la montagne rocheuse ».) est un temple Shingon situé à Ōtsu dans la préfecture de Shiga au Japon. Ce temple est le treizième du pèlerinage de Kansai Kannon.

## Histoire

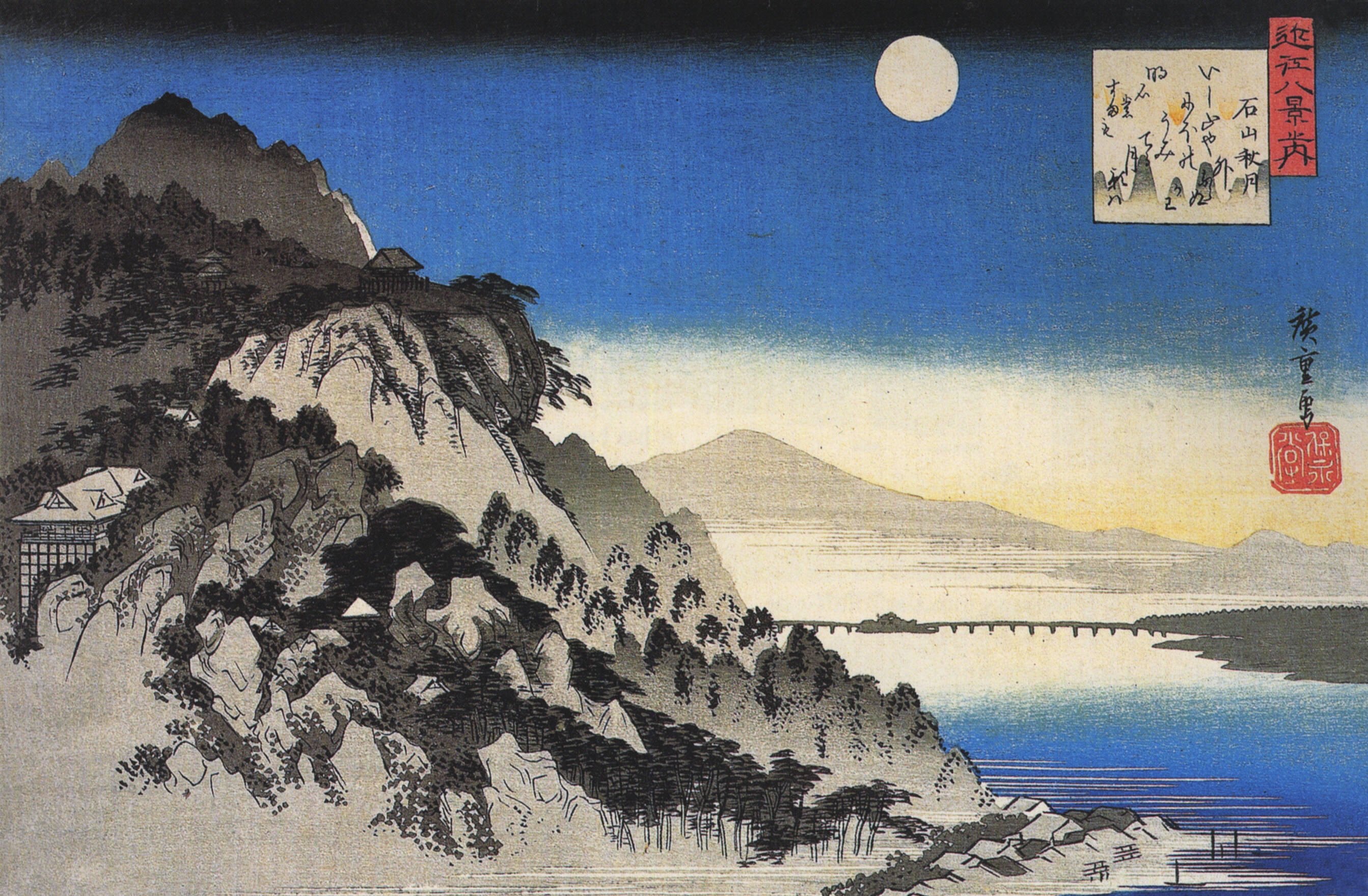
Lune d'automne à Ishiyama (石山の秋月), par Hiroshige

Construit vers 762 apr. J.-C., le temple aurait été fondé par le moine Rōben. Le temple contient un certain nombre de biens culturels. Selon la documentation disponible sur le complexe du temple, les sculptures des tuteurs au Sanmon/Todaimon sont de Tankei et Unkei. Il semble que Murasaki Shikibu a commencé à écrire Le Dit du Genji à Ishiyama-dera au cours d'une nuit de pleine lune en août 1004. En souvenir, le temple dispose d'une salle Genji comportant une représentation grandeur nature de Dame Murasaki et expose une statue en son honneur.
Le temple figure dans une des Huit vues d'Ōmi peintes par Hiroshige. La planche représentant le temple est appelée « Lune d'automne à Ishiyama » (石山の秋月). Son histoire et les légendes qui y sont associés sont également le sujet du Ishiyama-dera engi emaki, un ensemble de sept rouleaux de papier peints et calligraphiés.

## Sources
- Kōjien, cinquième édition